# 五眼桥 (河源)
五眼桥，位于中国广东省河源市和平县下车镇，为河源市和平县的一个县级文物保护单位，类型为古建筑，公布时间为1986年9月。
五眼桥的历史年代为清乾隆。